# 摩羅泰島戰役
02°01′52″N 128°17′26″E / 2.03111°N 128.29056°E
摩羅泰島戰役（英語：Battle of Morotai）是1944年9月15日至1945年8月發生在摩羅泰島日本與盟軍的一場戰役。戰役始於美国和澳大利亚军队登陸由日本控制的摩羅泰島西南角。1944年9月至11月，日本派遣增援部隊陸續馳援摩羅泰島。不過日军因疾病和饥饿遭受嚴重損失。最終摩羅泰島被盟軍徹底控制。